# Вооружённый акантозавр
Вооружённый акантозавр (лат. Acanthosaura armata) — ящерица семейства агамовых.

## Описание
Общая длина равна 31 см, из которых 2/3 приходится на хвост. Самцы немного больше самок. Голова немного сжатая с боков, морда немного вытянута. У самцов, также как у самок имеется низкий гребень на затылке и спине. Спина оливково-зелёного или оливково-бурого цвета. На светлом, желтоватом брюхе имеются голубовато- или серовато-чёрные продольные линии, которые у молодых особей ясно различимы на горле.

## Образ жизни
Любит лесистые горные места. Встречается на высоте 750 метров над уровнем моря. Прячется в лесной подстилке, среди кустов и корней деревьев. Также может взбираться на деревья. Активен днём. Питается жуками, кузнечиками и муравьями.

## Размножение
Яйцекладущая ящерица. Самка откладывает до 15 яиц.

## Распространение
Вид распространён в южном Китае, Мьянме, Таиланде, Малайзии и Индонезии.